# كاني شقاقان (أختاتشي الشرقي)
کاني شقاقان (بالفارسية: کانی‌شقاقان) هي قرية تقع في إيران في أذربيجان الغربية. يقدر عدد سكانها بـ 66 نسمة بحسب إحصاء 2016.